# Þursaflokkurinn
Þursaflokkurinn (dt. etwa Die Thursen-Schar, der Name könnte aber auch als Die Partei der Riesen übersetzt werden), vereinfacht Thursaflokkurinn geschrieben, ist eine isländische Progressive-Rock-Band, die vornehmlich in den späten 1970er und frühen 1980er Jahren tätig war.

## Geschichte
Seit ihrer Gründung in Reykjavík im Jahre 1978 bestand die Gruppe aus Egill Ólafsson (Gesang, Keyboard und Akustikgitarre), Gitarrist Þórður Arnason, Fagottist Rúnar Vilbergsson, Bassist Tómas Tómasson und Schlagzeuger Ásgeir Óskarsson.
Þursaflokkurinn (häufig auch Hinn íslenzki Þursaflokkur genannt) spielte zwischen 1978 und 1980 vornehmlich Rockmusik aus dem progressiven und folkigen Bereich, wobei die Texte rundum auf Isländisch vorgetragen wurden. So zum Beispiel war das Debütalbum der Band, Hinn íslenzki Þursaflokkur, bis auf zwei Instrumentalstücke eine Sammlung aus alten isländischen Volksliedern, die entsprechend in ein Rock/Progressive-Gewand gesteckt wurden. Dazu gehört zum Beispiel ein siebenminütiger Beerdigungsmarsch, der zu großen Teilen lediglich von Pauke, Harmonium, Bass und düsterem Gesang vorgetragen wird. Zum zweiten Album, Þursabit, gesellte sich auch noch Keyboarder Karl Sighvatsson zu der Band, weswegen Þursabit eine eher keyboard- und Hammond-Orgel-lastige Platte wurde. 
1980 wurde schließlich ein Liveauftritt der Band aufgezeichnet und unter dem Namen Á hljómleikum als Vinyl-Schallplatte auf den Markt gebracht. Hier gibt es neben Songs der ersten beiden Alben auch neues Material zu hören, unter anderem drei etwa 10 Minuten lange Kompositionen aus dem Jazzrock-Bereich sowie eine schnelle Rock-’n’-Roll-Nummer zum Schluss.
Das vierte Album Gæti eins verið... aus dem Jahre 1982 markierte einen deutlichen Stilwechsel: von nun an war die Musik von Þursaflokkurinn eher im Bereich der Pop-, New-Wave- und Rockmusik anzusiedeln, da die akustischen Instrumente fast vollständig von den Keyboards und Synthesizern ersetzt wurden. Auch Fagottist Rúnar Vilbergsson war von dort an nicht mehr in der Band tätig. 
Nach Aufnahmen für ein neues Album in den Jahren 1983 und 1984 löste sich die Gruppe vorerst auf, unter anderem weil für die Band größere kommerzielle Erfolge seit ihrer Gründung nicht zu verbuchen waren. Die Bandmitglieder gingen derweil anderen Tätigkeiten nach. Sänger Egill Ólafsson war in dieser Zeit zum Beispiel neben musikalischen Tätigkeiten auch als Schriftsteller tätig, einige andere Bandmitglieder gründeten die Rockband Stuðmenn. Ab und an traf man sich aber in den 1990er Jahren wieder, um auf isländischen Festivals als Þursaflokkurinn zu spielen, zum Beispiel beim Gedenkfestival des 1991 verstorbenen Keyboarders Karl Sighvatsson. 
Anfang der 1990er Jahre erfolgte weiterhin die CD-Veröffentlichung der Originalalben; lediglich das Livealbum wurde erst 2008, im Rahmen des Jubiläums-Boxsets Þursar (siehe unten) neu veröffentlicht. 
2000 brachte die Gruppe dann die Compilation Nútíminn auf den Markt, eine Sammlung von Stücken ihrer drei Studioalben - benannt nach einem Lied ihrer Debüt-LP, welches auf Deutsch übersetzt so etwas wie "Neue Zeiten" bedeutet.
Zu ihrem dreißigjährigen Jubiläum im Februar 2008 startete die Band eine Konzertserie mit dem kleinen isländischen Orchester Capút und veröffentlichte ein Box-Set, das ihre vier Alben "Hinn íslenzki Þursaflokkur", "Þursabit", "Á hljómleikum" sowie "Gæti eins verið..." sowie die bisher unveröffentlichte CD Ókomin forneskjan beinhaltet, welche unveröffentlichtes Material und Liveaufnahmen, die zwischen 1978 und 1991 entstanden sind (so auch die kompletten 1983/1984er Aufnahmen) beinhaltet. 
Ein Livemitschnitt von einem der Jubiläumskonzerte aus 2008 ist Ende November 2008 als Hinn íslenski Þursaflokkur og Caput auf CD und DVD erschienen.

## Diskografie
- Hinn íslenzki Þursaflokkur (1978)
- Þursabit (1979)
- Á hljómleikum (1980)
- Gæti eins verið... (1982)
- Nútíminn - Bestu lög Þursaflokksins 1978-1982 ("Best Of...") (2000)
- Þursar (alle vier Alben von 1978 bis 1982) (2008)
  - enthält: Ókomin forneskjan (Bonus-CD des "Þursar"-Sets mit unveröffentlichtem Material)
- Hinn íslenski Þursaflokkur og Caput (2008)